# Protoavis
Famille
Genre
Espèce
Protoavis (signifiant « premier oiseau ») est un genre problématique de dinosaure du Trias supérieur retrouvé près de Post (Texas), en Amérique du Nord. Le spécimen-type Protoavis texensis a été décrit par Sankar Chatterjee en 1991. Ce dernier affirme qu'il était un oiseau d'environ 35 centimètres ayant vécu il y a environ 210 millions d'années. Ce spécimen ferait en sorte que les oiseaux seraient apparus de 60 à 75 millions d'années plus tôt que ce qui est généralement admis par la communauté scientifique.
Cependant, la plupart des paléontologues doutent que Protoavis est un oiseau,. Ce dernier est plutôt décrit comme étant un archosaure bipède semblables aux Poposauridae (en) et aux Rauisuchidae.